# Ни (кана)
に в хирагане и ニ в катакане — символы японской каны, используемые для записи ровно одной моры. В системе Поливанова записывается кириллицей: «ни», в международном фонетическом алфавите звучание записывается: /ni/. В современном японском языке находится на двадцать втором месте в слоговой азбуке. В японском языке обозначает дательный падеж а также место, время и цель.

## Происхождение
に появился в результате упрощённого написания кандзи 仁, а ニ произошёл от кандзи 二, который имеет такое же произношение и означает «два».

## Написание
|  |  |

## Коды символов вкодировках
- Юникод:
  - に: U+306B,
  - ニ: U+30CB.